# Kleinkastell Haltwhistle Burn

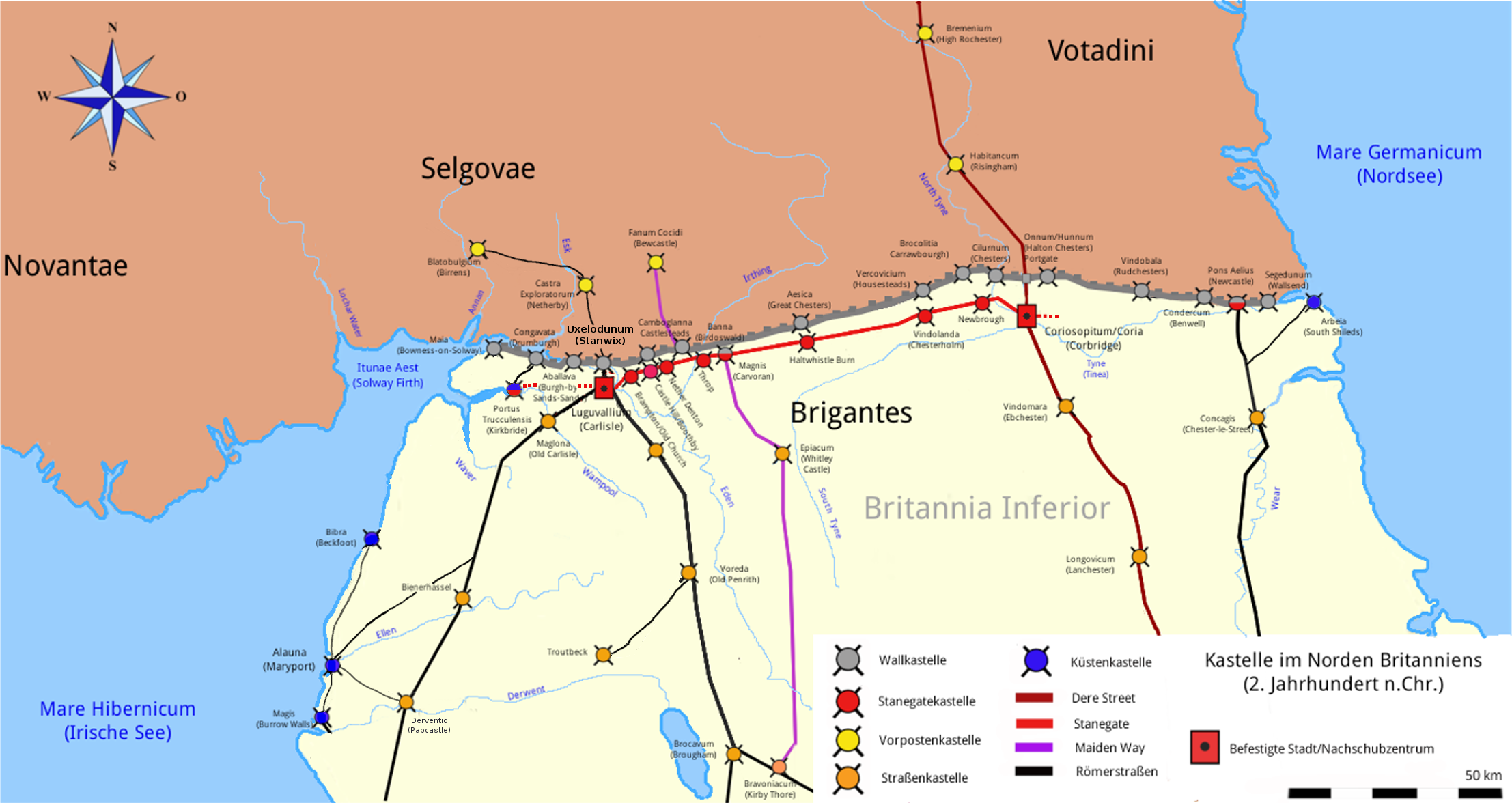
Verlauf des Stanegate und des Hadrianswalls mit Standorten der Kastelle

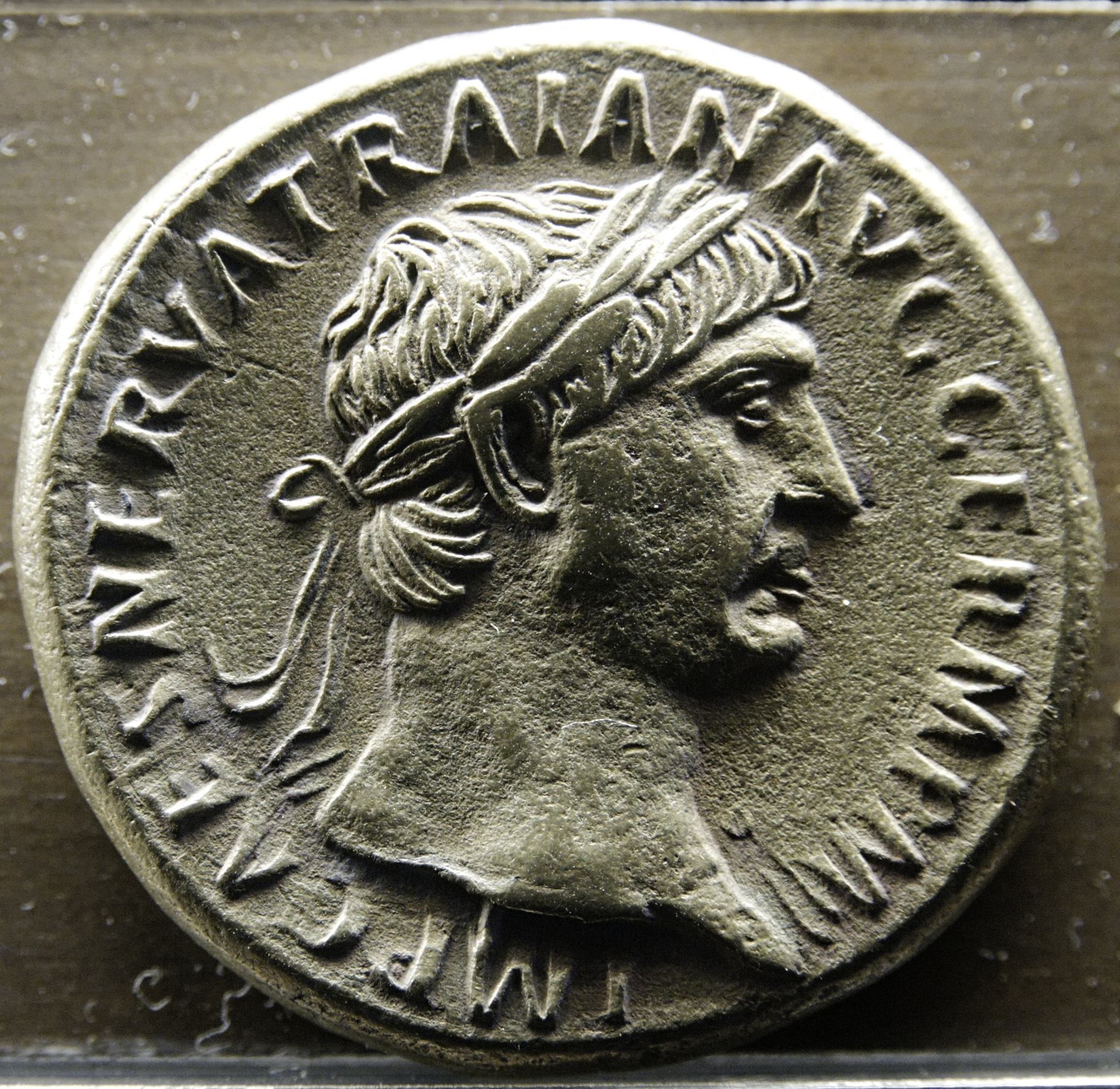
Münzportrait des Trajan

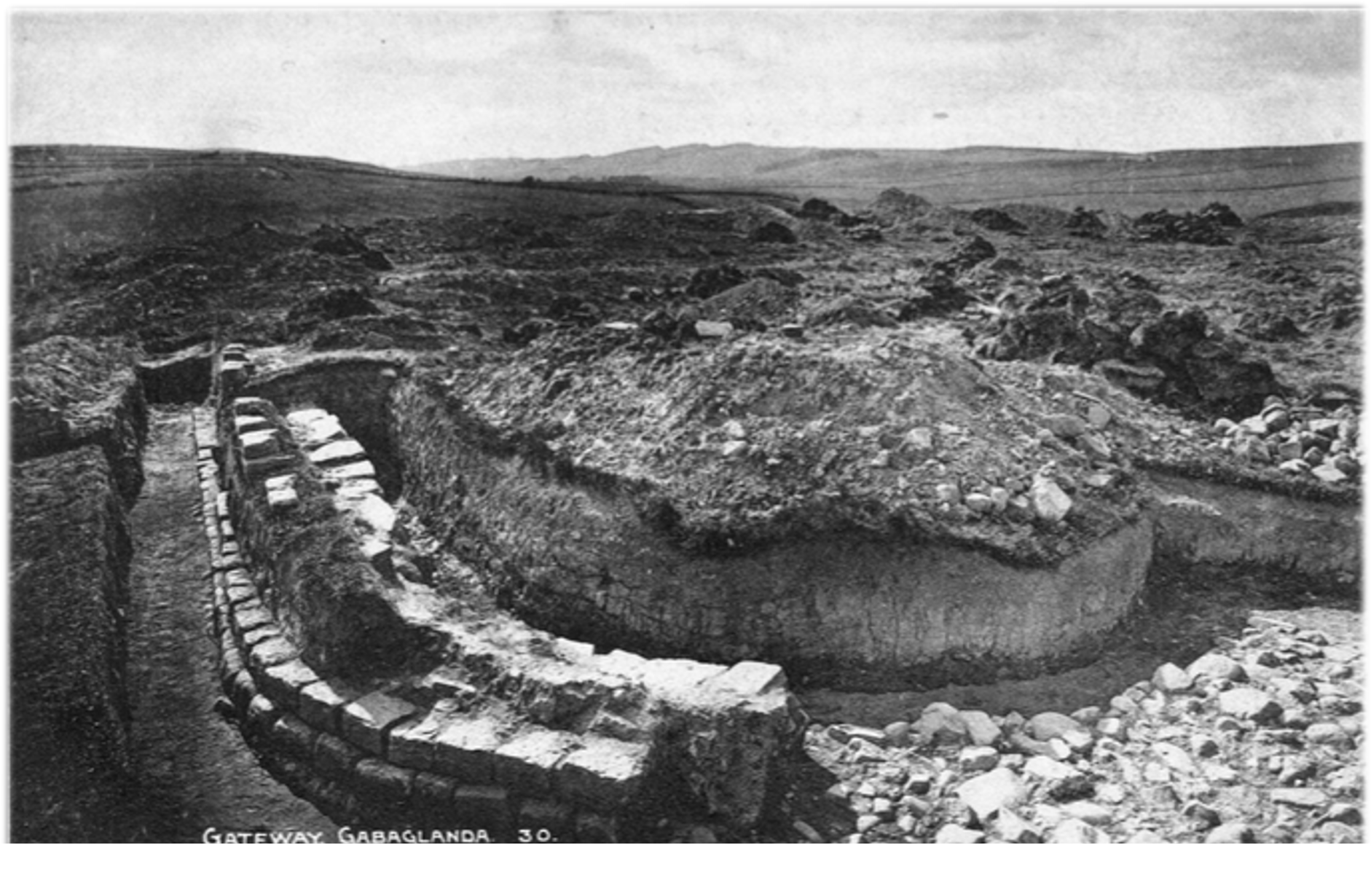
Ausgrabung des Südtores (1907–1908)

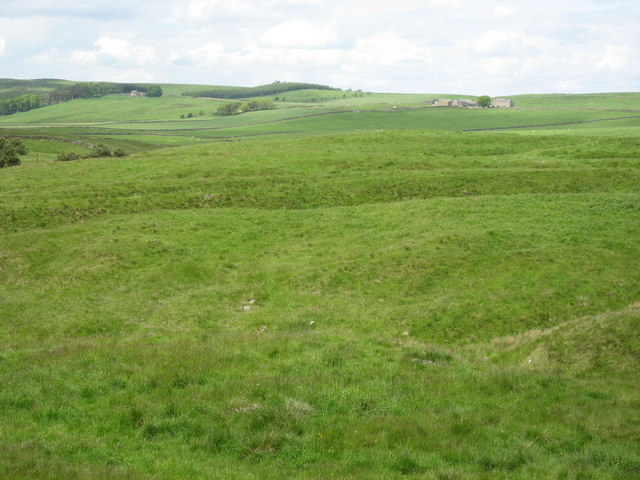
Areal des Kleinkastells

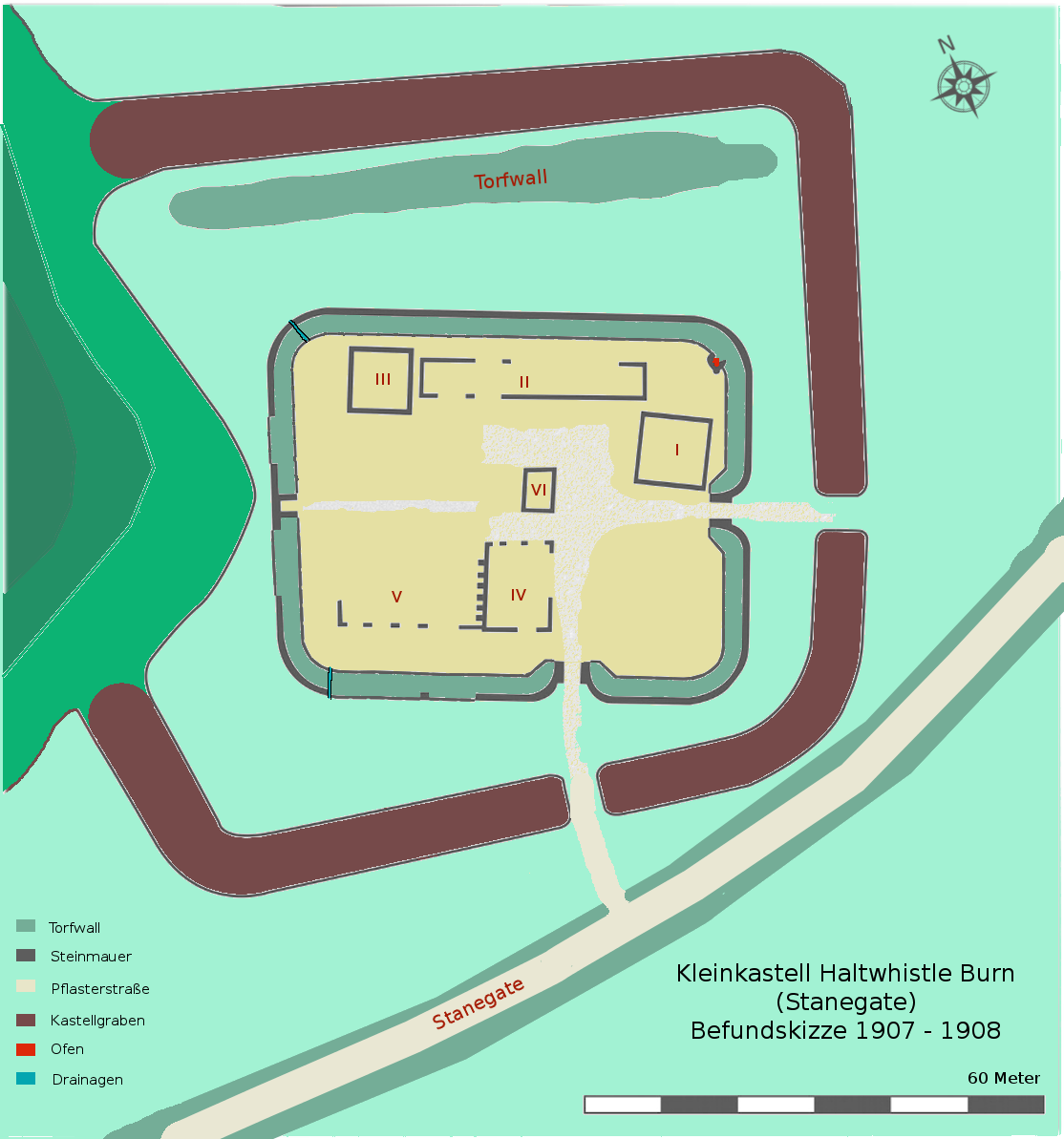
Befundskizze

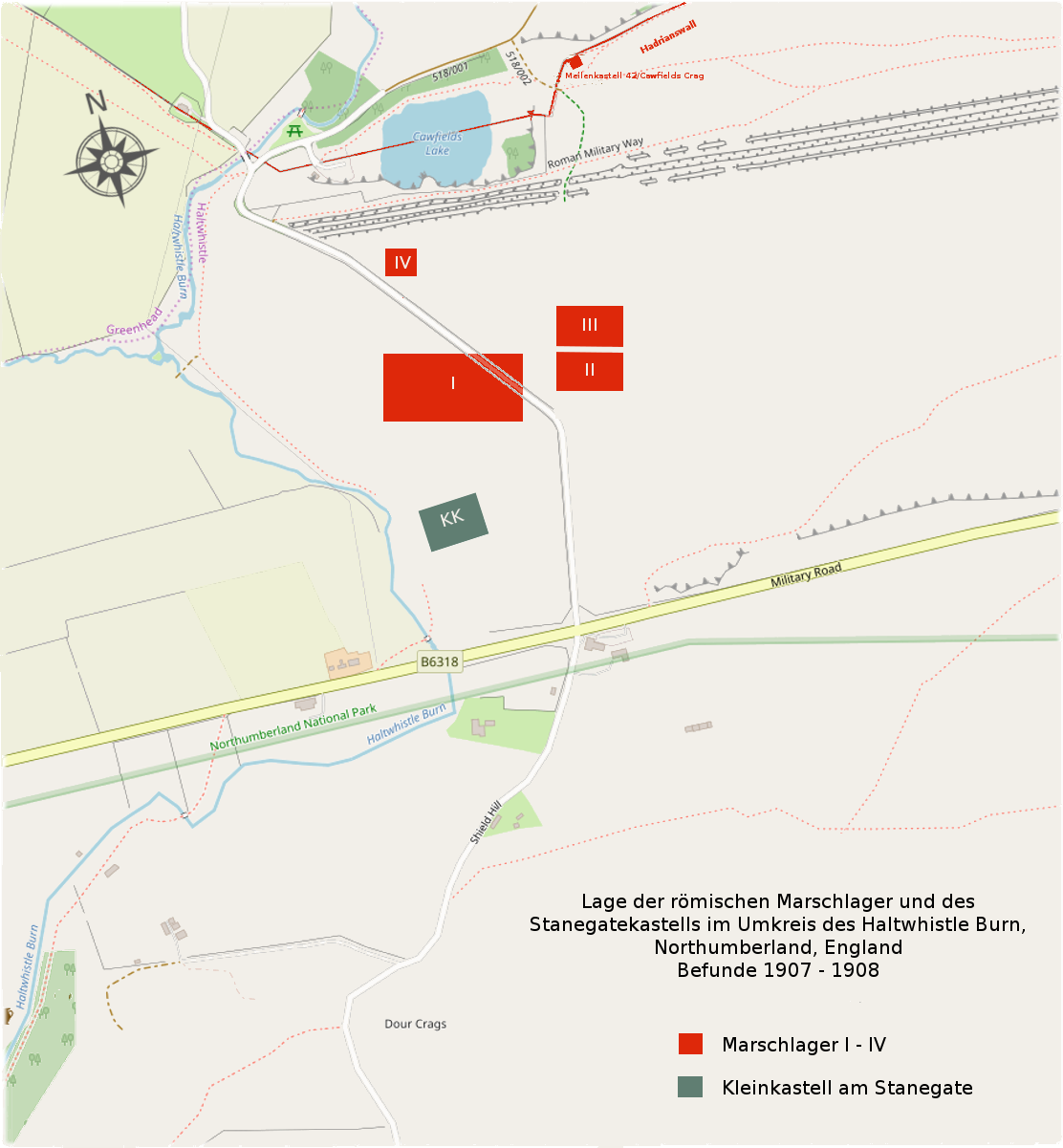
Lageskizze der römischen Befestigungen

Das Kleinkastell Haltwhistle Burn war eine römische Befestigung an der Stanegategrenze im Norden Britanniens. Es befindet sich auf dem Gebiet der Gemeinde (Parish) Haltwhistle im County Northumberland, England. Die Befestigung wurde im frühen 2. Jahrhundert n. Chr. erbaut, um eine Straßenbrücke über den Fluss Haltwhistle Burn und die Nordgrenze Britanniens zu schützen. Überreste ihrer Umwehrung und die Umrisse einiger ihrer Innengebäude sind heute noch sichtbar. Das Kastell wurde zu Beginn des 20. Jahrhunderts teilweise ausgegraben. Die Befunde zeigten, dass es ungefähr zu der Zeit, als der Hadrianswall fertiggestellt worden war, wieder aufgegeben wurde. In der Umgebung des Kleinkastells stieß man auch auf die Reste temporärer Marschlager.

## Lage und Funktion
Die Kleinstadt Haltwhistle liegt etwa 16 Kilometer östlich von Brampton am Tyne. Sie befindet sich auf der dritten Etappe des Fernwanderwegs Hadrian’s Wall Path und grenzt im Norden an den Northumberland-Nationalpark. Etwa drei Kilometer nördlich der Stadt befinden sich die Überreste des Hadrianswalls. Der Haltwhistle Burn ist ein kleiner Fluss, der östlich der gleichnamigen Stadt die Torfebenen unter dem Kamm der Basaltklippen der Whin Sills verläuft und dabei auch die Militärzone südlich des Hadrianswalls (Meilenkastell 42) querte. Er fließt nahe der südöstlichen Ecke am Kleinkastell vorbei, wendet sich dann durch eine Sandsteinschlucht nach Westen und mündet am östlichen Rand von Haltwhistle in den South-Tyne. Im späten 2. Jahrhundert gehörte die Region zur Provinz Britannia inferior, ab dem 4. Jahrhundert zur Provinz Britannia secunda.
Das Kleinkastell stand nördlich der heutigen B6318 (ursprünglich eine Militärstraße aus dem 18. Jahrhundert), nordwestlich des Milecastle Inn und östlich des Haltwhistle Burn, ca. 800 Meter südlich des Cawfields-Parkplatzes. Seine Überreste befinden sich auf einem Plateau am Ostufer des Flusses, etwas nördlich des Übergangs der B6318 und jeweils 5,6 km von seinen benachbarten Lagern entfernt. Dies entspricht ungefähr der Hälfte der Strecke, die normalerweise zwischen den Kastellen in Wales und den Pennines zurückgelegt werden musste, aber vergleichbar mit den Distanzen an der Gask Ridge in Schottland. Vermutlich erhofften sich die Armeestrategen dadurch eine bessere Kontrolle über die Nord-Süd-Bewegungen der indigenen Bevölkerung, oder es war den Anforderungen des Geländes bzw. den damit verbundenen größeren Sicherheitsrisiken entlang des Stanegate geschuldet. Die Kastellbesatzung sollte die Straßenbrücke an einem vom Wasserlauf durchschnittenen, steil abfallenden Geländeschnitt sichern, der nach Süden hin bis in das Flusstal des Tyne reichte.

## Forschungsgeschichte
Das Areal rund um das Kastell wurde durch Entwässerungsgräben und die Lorengleise einer etwa 400 Meter entfernten Eisenerzgrube aus dem 19. Jahrhundert stark gestört. In einem Steinbruch westlich des Kastells stieß der Antiquar bzw. Antikensammler und einer der Begründer der wissenschaftlichen Archäologie am Hadrianswall, John Clayton, im Jahre 1844 auf eine Inschrift der Legio VI Victrix, die in eine Felswand eingemeißelt war. Der Steinbruch war in diesem Jahr für kurze Zeit wieder in Betrieb genommen worden. Die Inschrift wurde deswegen bald nach ihrer Entdeckung zerstört. Clayton vermutete, dass dort ursprünglich Baumaterial zur Errichtung der Hadriansmauer gebrochen wurde. Von 1907 bis 1908 wurden von J.P. Gibson und Frank Gerald Simpson die Umwehrung und einige Innengebäude des Kleinkastells (und auch die umliegenden Marschlager) ausgegraben bzw. untersucht, darunter ein Kasernenblock und die Offiziersquartiere, sie sind noch heute als Geländeerhebungen zu sehen. Weiters wurden Keramikscherben aus trajanischer Zeit entdeckt, die eine Datierung dieses Kastells ermöglichte. Man vermutete früher, dass der römische Name der Festung Gabaglanda (Tabula Peutingeriana) gelautet haben könnte. Diese Annahme wird aber von der heutigen Forschung abgelehnt.

## Entwicklung
81 n. Chr. ließ der damalige Statthalter Britanniens, Agricola, den Stanegate, eine von Ost nach West verlaufende Straße zwischen den Lagern von Carlisle (Luguvalium) und Corbridge (Coriosopitum), anlegen. Nach dem Rückzug der Römer aus Schottland auf die Linie zwischen den Flüssen Tyne und Solway, 84 n. Chr., avancierte dieser unter Kaiser Trajan zur nördlichen Grenze des Reiches. Zur Verteidigung und Überwachung dieses Limes entstanden entlang der Straße zahlreiche Kastelle und Kleinfestungen bzw. Wachtürme. Das Kastell am Haltwhistle Burn wurde möglicherweise um 105 n. Chr. oder erst in frühhadrianischer Zeit hinzugefügt, diese Datierung ist jedoch unsicher. Es war vermutlich bis zur Errichtung des Hadrianswalls (122 n. Chr.) besetzt, als die Mauer bzw. das Kohortenkastell Aesica fertiggestellt waren, wurde das Kastell wieder aufgegeben bzw. systematisch abgetragen. Der Hadrianswall blieb die nördlichste Grenze des Römischen Reiches in Britannien, bis sich die römische Armee und Verwaltung ab 400 n. Chr. nach und nach von der Insel zurückzog.

## Kastell
Die Festung in Haltwhistle Burn und die benachbarte Befestigung in Throp sind die frühesten bekannten Beispiele eines römischen Kleinkastells in England. Das Lager war nach SO ausgerichtet und hatte den klassischen, in diesem Fall etwas nach Südosten verzogenen, typischen rechteckigen Grundriss mit abgerundeten Ecken. Es maß 64 × 51 Meter und umfasste damit eine Fläche von 0,32 Hektar. Der westliche Sektor des Kastells wurde durch Erosion des Prallhanges des Flussbetts und durch Steinbrucharbeiten im frühen 19. Jahrhundert beschädigt.
Als Annäherungshindernis war an drei Seiten ein Spitzgraben ausgehoben worden. Seine Nord-Ost-Ecke ist heute bereits verschlammt, der südliche Abschnitt ist noch 2,1 Meter tief. Der Nordgraben nutzt streckenweise eine natürliche Geländerinne und vertieft sich zu seinem westlichen Ende hin noch etwas. An der südwestlichen Ecke schwenkt der Graben nach Nordwesten und endet am Rand eines heute stillgelegten Steinbruchs, der bis zur Westmauer des Kastells reicht. Die Nordseite wurde noch zusätzlich durch einen vorgelagerten Torfwall geschützt. Heute noch sichtbar sind einige Bodenerhebungen, sie markieren die Reste der Umwehrung und der Innengebäude, sowie der nördliche und südliche Wehrgraben. Eine Besonderheit sowohl vom Kastell am Haltwhistle Burn als auch von den meisten anderen Stanegatelagern ist, dass sie von Anfang in Stein – oder wie bei ersterem – wenigstens mit einem durch Mauerwerk verstärkten Erdwall versehen wurden. Man plante also offensichtlich sich dauerhaft am Stanegate einzurichten.
Die Umwehrung bestand aus einem Torf/Erde-Wall, der mit einer äußeren Steinmauer verstärkt wurde. Als Wehrgang diente eine an der Rückseite aufgeschüttete Rampe. Die Brustwehr auf der Mauerkrone bestand möglicherweise nur aus Holz. Sowohl Haltwhistle Burn als auch Throp weisen ein bemerkenswertes Konstruktionsmerkmal auf. Anstelle der bei mittelkaiserzeitlichen Lagern üblichen Anordnung der vier Tore im Zentrum der einander gegenüberliegenden Seiten der Kastelle, verfügten sie nur über ein Süd- und ein Osttor und eine kleine Schlupfpforte an der Westmauer. Diese wurde später wieder zugemauert. Das Südtor stand nicht im Zentrum, sondern nahe der SO-Ecke des Kastells. Süd- und Osttor hatten nur einen, etwa ein Meter breiten, Durchgang und waren von der Mauerflucht etwas zurückgesetzt. So entstand ein kleiner Vorhof oder Zwinger, der es den Verteidigern ermöglichte, die Angreifer von drei Seiten aus unter Feuer zu nehmen. Dieser Tortyp war im 2. Jahrhundert eigentlich schon veraltet. Er erinnert stark an die Holz-Erde-Toranlagen aus augusteischer Zeit, die an ihrem Zugang ebenfalls einen Vorhof aufwiesen.
Die Umrisse der sechs ergrabenen Innengebäude, darunter ein Kasernenblock und die Offiziersquartiere, sind noch als Bodenerhebungen sichtbar. Bei der Ausgrabung im Jahr 1908 stieß man im Zentrum des Lagerareals auf Mauerreste (Gebäude VI), die vielleicht zur Principia  oder Kommandantenhaus (Prätorium) des Kastells gezählt haben könnten. Gebäude IV stand unmittelbar westlich des Südtors und könnte als Getreidespeicher (Horreum) gedient haben, der Befund konnte von den Ausgräbern aber nicht zweifelsfrei bestätigt werden. Er würde aber zu in anderen britischen Straßenkastellen – wie z. B. in Castleshaw – nachgewiesenen Lagerhäusern passen. Auch die Anordnung der beiden Kastelltore begünstigte das Ein- und Ausfahren von Lastkarren zum Laden oder Entladen von Nachschubgütern. Dies könnte ein Beweis dafür sein, dass die Stanegatekastelle auch eine logistische Rolle spielten und nicht ausschließlich zur Grenzsicherung verwendet wurden. Beide Lagerstraßen (Nord-Süd, West-Ost) weisen Spuren einer Bepflasterung auf. Die südliche Lagerstraße verband das Kastell mit dem Stanegate, ihre Trasse wird aber heute von einem Hohlweg gestört.

## Stanegate
Zwischen dem Kastell und der heutigen Autostraße lag die Trasse des Stanegate. Es ist noch deutlich eine bogenförmige Geländeerhebung mit beidseitigen Abzugsgräben zu sehen, auf der die antike Straße – am Südtor der römischen Festung vorbei – bis zum Fluss verlief. Bei Haltwhistle Burn wurde die Straße eingehend untersucht. Dabei wurde festgestellt, dass der Straßenbelag aus einem Kopfsteinpflaster und mehreren Schichten Kies bestand. Ohne die Gräben misst die antike Straße etwa 8 Meter in der Breite. Beim Kleinkastell ändert sie ihre Richtung nach Südwesten, um das steile und schmale Tal des Haltwhistle Burn zu überwinden. Sie quert den Fluss im SW des Kleinkastells und kann auch noch deutlich an seinem Westufer beobachtet werden. Dort verläuft sie direkt hinter der Fell End Farm und führt weiter zum Kastell von Carvoran. Die Route zwischen Carvoran und Gilsland konnte ebenfalls dokumentiert werden, es ist jedoch dort nur noch wenig von ihr zu sehen. Der Straßendamm ist wieder sichtbar, sobald er die Straße Greenhead–Gilsland überquert, und wird dann durch Weidezäune in Richtung Gap markiert, ungefähr parallel zum Vallum des Hadrianswalls. Sie erscheint erneut auf einer kurzen Distanz östlich von Upper Denton, wo ihre Trasse über ein Feld führt. Danach folgt sie wahrscheinlich der heutigen Autostraße bis Chapelburn. Bis zum Naworth Park gibt es keine Spuren von ihr. Hier laufen eine Reihe tiefer Einschnitte und Böschungen bis zum Ufer des Irthing hinunter, sie markieren den Straßenverlauf bis Boothby, westlich des Naworth Parks.
Straßenverbindungen bestanden:
- zum Hadrianswall nach Norden, Meilenkastell 42 (Cawfields),
- über den Stanegate nach Osten zum Kastell Vindolanda (Chesterholm),
- über den Stanegate nach Westen zum Kastell Magnis Carvetiorvm (Carvoran).

## Garnison
Das Kastell bot Platz für eine Besatzung in der Stärke einer Zenturie (ca. 100 Mann) Infanterie. Welche Einheiten dort stationiert waren, ist mangels diesbezüglicher Funde nicht bekannt. Im Lager könnten sich vorübergehend auch Legionäre aufgehalten haben. Sie wurden für gewöhnlich nicht zum Garnisonsdienst an der Grenze eingeteilt, sondern entsandten Spezialkräfte für die anspruchsvolleren Bauvorhaben in den Grenzregionen. Vielleicht waren Angehörige der Legio VI Victrix am Bau des Kastells beteiligt, wie die 1844 entdeckte Inschrift annehmen lässt. Zu Beginn des zweiten Jahrhunderts begann man zunehmend die generell 500 Mann starken Hilfstruppenkohorten Britanniens in kleinere Einheiten aufzuspalten und in mehrere Stützpunkte zu verlegen. Das Lager, in dem sich das Haus des kommandierenden Offiziers befand, war zugleich auch das Hauptquartier der Truppe. Die kleinen Grenzbefestigungen waren meist mit Numerieinheiten bemannt. In Haltwhistle Burn könnte sich das Hauptquartier und die Hälfte der Mannschaft eines Numerus befunden haben und auch sein Verwaltungspersonal stationiert gewesen sein. Die zweite Teileinheit stand wahrscheinlich – im weiter westlich gelegenen – Kleinkastell Throp.

## Marschlager
Bisher wurden um Haltwhistle insgesamt zehn provisorische Marschlager nachgewiesen. Zusätzlich zu den vier Lagern nahe dem Stanegatekastell, waren in dieser Region noch zwei auf der Westseite des Caw Burn in Markham Cottage, eines auf der Südseite des Stanegate, südöstlich des Milestone House und drei nördlich des Hadrianswalls bei Cawfields und im Nordwesten bei Burnhead und Chesters Pike angelegt worden. Davon ist das Marschlager bei Markham Cottage mit fast 17 Hektar das größte und Sunny Rigg III eines der kleinsten mit nur 284 Quadratmetern.
Zwischen dem Südgraben des Hadrianswalls (Vallum) und dem Kleinkastell standen drei temporäre Marschlager, von denen eines später auf die Hälfte seiner ursprünglichen Größe reduziert wurde. Wann diese errichtet wurden, ist unbekannt. Sie bestanden nur aus einfachen Erd- oder Torfwällen, die in kurzer Zeit aufgeworfen werden konnten, um das Zeltlager der Soldaten vor Überraschungsangriffen zu schützen. Der Wall wurde möglicherweise noch von einer Holzpalisade als Brustwehr überragt. Es könnte sein, dass diese als Unterkünfte von den am Mauerbau beteiligten Truppen genutzt wurden. Einige wurden wohl auch während der militärischen Ausbildung der Rekruten für Übungszwecke eingerichtet. Die Besetzung dieser Lager war meist nur von kurzer Dauer.
| Lager                       | Beschreibung |
| --------------------------- | --- |
| Haltwhistle Burn I          | Das Holz-Erde-Lager stand etwa 40 Meter nördlich des Kleinkastells, am Hang eines nach Norden ausgerichteten, 190 Meter hohen Geländerückens, der sich im Westen bis zum Haltwhistle Burn erstreckt. Diese Position gewährleistete eine gute Rundumsicht. Der höchste Punkt seines Innenbereiches befindet sich im Südosten, etwa 6 Meter über der Nord-West-Ecke. Seine Hauptachse war nach Osten ausgerichtet und hatte einen rechteckigen Grundriss mit einer Länge von 147 Meter von Ost nach West und 84 Meter von Nord nach Süd. Es umfasste eine Fläche von 1,2 ha. Der SO-Wall blieb am besten erhalten und erreicht noch eine Höhe von 0,1 Meter. Seine äußere Böschung liegt 0,7 Meter über der Sohle des umlaufenden Wehrgrabens, der durchschnittlich 0,2 m tief ist. Er wurde durch saisonale Wassereinbrüche in seinen Nordabschnitt abgetragen und die Anlage eines Hohlwegs hat einen Teil der Grabenanlage an der Südwestecke zerstört. Im Nordosten auf beiden Seiten der heutigen Straße nach Burnhead und Cawfields ist er vollkommen eingeebnet. Ausgrabungen an der Süd-Ost-Ecke zwischen den Jahren 1907 und 1908 ergaben, dass der Graben ursprünglich 1,2 Meter breit und 0,6 Meter tief war. Die Breite der Berme betrug 2,4 Meter. Das Erdmaterial und die Rasenziegel des Grabenaushubs waren für die Gründung des Lagerwalles und für seine äußere Bedeckung benutzt worden. Die nördliche Hälfte des Wehrgrabens in diesem Bereich ist heute völlig eingeebnet. Der Lagerwall wurde von zwei Toren durchbrochen. Das Westtor war durch den Bergbau im 19. Jahrhundert und Lorengeleise stark beschädigt worden. Es ist noch bis zu einer Höhe von 0,2 Meter erhalten. Das Südtor war etwas besser erhalten. Ein Sondierungsgraben, der durch dieses Tor gezogen wurde, zeigte, dass auf die gleiche Weise wie der Lagerwall erbaut wurde. Der Erdwall ist noch 0,4 Meter hoch, der Wehrgraben wurde im Laufe der Jahrhunderte von einem ehemaligen Wasserlauf eingeebnet. Eine Autostraße kreuzt die Lagerwälle im Norden und Osten, ihre Trasse verläuft wohl durch die ehemaligen Lagertore. Abgesehen von Spuren neuzeitlicher Entwässerungsrinnen, die sich den Hang hinunter erstrecken, ist das Innere des Lagers ohne archäologisch relevante Merkmale. |
| Haltwhistle Burn II und III | Die Marschlager II und III liegen auf fast gleicher Höhe, 30 Meter von der NO-Ecke des Marschlagers 1 entfernt und 3,5 Meter unterhalb seines höchsten Punktes im Südosten. Lager II hatte einen quadratischen Grundriss, einen Durchmesser von 94 Meter und bedeckte eine Fläche von 0,8 ha. Zu einem späteren Zeitpunkt wurde es durch einen neuen Wall und Graben, die sich über seine Ost-West-Achse erstreckten, in zwei Hälften geteilt. Das neu entstandene Lager, Lager III, nahm die nördliche Hälfte des Vorgängerbaus und eine Fläche von nur mehr 0,3 ha ein. Die Wälle waren bei den Grabungen am Anfang des 20. Jahrhunderts noch maximal 0,3 Meter hoch erhalten. Der äußere Wehrgraben war noch 0,3 Meter tief. Lager II verfügte über drei Eingänge, die zentral an der Nord- bzw. der Ostseite angelegt waren. Bei ihnen waren noch die Überreste der Grabenübergänge zu sehen. Die beiden Tore wurden im Laufe der Zeit durch saisonale Wassereinbrüche ausgeschwemmt. Das Osttor des Lagers II wurde später von der Süd-Ost-Ecke von Lager III überlagert. Nordwestlich des Lager III wurde 1848, an einer heute ausgetrockneten Quelle, ein Weihealtar entdeckt. Gestiftet dem Gott Apollo von Melonius Senilis, ein Duplicarius der aus der Provinz Obergermanien stammte. |
| Haltwhistle Burn IV         | Die Erdwerke von Lager IV sind noch gut auf Luftbildern sichtbar. Es war verhältnismäßig klein und liegt 20 Meter südöstlich des Hadrianswalls, auf einer Anhöhe von etwa 180 Meter über einem flachen Taleinschnitt. Es ist das tiefste und am schlechtesten entwässerte Gelände in der Gruppe der Haltwhistle Burn-Lager. Der Standort bot einen guten Blick nach Osten und Westen. Am Boden sind nur mehr geringe Spuren seiner Wälle erkennbar, da sie meist nicht höher als 0,1 Meter erhalten sind und sich an der Basis über eine Breite von etwa 3 Meter erstrecken. Sie umschlossen eine quadratische Fläche von ca. 19 Meter (Ost nach West) mal 16 Meter (Nord nach Süd). Der heute völlig verschlammte Wehrgraben ist stellenweise noch – etwa 0,1 Meter bis 0,2 Meter tief – erkennbar. Das Lager verfügte über ein Ost- und ein Westtor, die beide ungefähr 3,5 Meter breit waren. Es konnten keine Spuren von Grabenübergängen oder den Toren vorgelagerten Schutzwällen (Claviculae) nachgewiesen werden. |